# NK Kreševo
NK Kreševo je hrvatski nogometni klub iz Kreševa, BiH. 

## Povijest
Klub je svoju prvu domaću utakmicu odigrao 1969. godine protiv sarajevske Mladosti. Klub svoje domaće utakmice odigrava na stadionu Stamal Arena. Nakon što su ispali iz prve lige ekipa Kreševa se natjecala Drugoj ligi – Zapad I koja je ukinuta, pa je NK Kreševo odustalo od natjecanja u zajedničoj Drugoj ligi – Zapad. Momčad Kreševa se jednu sezonu natjecala u 1. županijskoj ligi ŽSB, da bi se ponovnim formiranjem lige Zapad I nastavila natjecati u toj ligi. Od sezone 2010./11. ponovno se natječu u županijskoj ligi. Od sezone 2017./18. nemaju aktivan seniorski pogon, ali su aktivne mlađe selekcije. Od sezone 2021./22. ponovno imaju aktivan seniorski pogon.
NK Kreševo je imalo i svoju drugu (A) momčad koja se natjecala u tadašnjoj županijskoj ligi. Jedno vrijeme klub se iz sponzorskih razloga zvao NK Stanić Kreševo.

## Nastupi u Kupu BiH
2005./06.
- šesnaestina finala: NK MIS Kreševo  – HNK Tomislav (III) 3:0
- osmina finala: NK MIS Kreševo – FK Igman Konjic (III) 3:0, 0:1
- četvrtina finala: NK Žepče (I) – NK MIS Kreševo 1:0, 2:2

2006./07.
- šesnaestina finala: FK Goražde (III) – NK Stanić Kreševo 2:2 (6:5 p)[5]

## Vanjske poveznice
- Službene stranice  Arhivirana inačica izvorne stranice od 26. prosinca 2008. (Wayback Machine) (neaktivno)